# Maszoperia
Maszoperia (kaszub. maszoperëjô lub maszoperiô, od niderl. maatschappij – towarzystwo) – zespół rybaków (maszopów) razem prowadzących połowy na morzu, forma spółki występująca wśród Kaszubów na Pomorzu od czasów średniowiecza aż po dziś dzień.

## Historia
Pochodzące z języka niderlandzkiego określenia matschoppen, matschop pojawiły się po raz pierwszy na Pomorzu w dokumencie pochodzącym z 1450 roku, dotyczącym Helu.
Trudne zajęcie i niebezpieczeństwa związane z żeglugą spowodowały wytworzenie w społeczności Kaszubów pewnych zasad oraz norm ułatwiających wspólną pracę. Maszopi, członkowie maszoperii, związani byli między innymi zasadami równości i solidarności.
Zasada równości przejawiała się przede wszystkim w równym wkładzie do wyposażenia łodzi wyprawiającej się w morze – każdy członek oddawał swoje sieci – oraz w równym podziale połowu i zysku otrzymanego z nadwyżek.
Choć połowem trudnili się tylko mężczyźni, zasada równości wymagała udziału w pracy także dzieci i kobiet. Ich rolą było wyciąganie sieci, naprawa ich, zajmowanie się rybami.
Podziałem zysku zajmował się szyper. Czynność ta odbywała się w dzień luźniejszy (np. w czasie sztormu) lub świąteczny (niedziela). Sam podział zysku był rodzajem spotkania towarzyskiego kończonego wspólnym posiłkiem i wypitkiem. Rola szypra była dziedziczna i z powodu jej wypełniania nie przysługiwały żadne dodatkowe zyski, wręcz przeciwnie, szyper musiał własnym sumptem przyszykować poczęstunek.
Istniał szereg reguł określających odstępstwa od zasady równości, np. właściciel łodzi otrzymywał większy zysk (ale o reperację łodzi musi dbać już sam), maszop żonaty otrzymywał zysk o 25% większy itp.
Solidarność przejawiała się z kolei w innych normach, np. wdowa, dopóki nie sprzedała sieci, łodzi itd. zmarłego męża i udostępniała je maszoperii, w której mąż miał swój udział, otrzymywała pewien zysk. Jeśli ktoś był ciężko chory, przez rok brał udział w podziale zysku, tak jakby był całkowicie sprawnym członkiem maszoperii; później, po roku, jego udział w zysku zmniejszony zostawał do połowy; jeśli zaś choroba wynikała z pijaństwa, jego udział przeznaczano dla biednych.
Inne reguły nakazywały maszoperii oddanie pewnej stałej części zysku na cele społeczne (np. przytułki, szpitale). Kaszubi utrzymywali w ten sposób także księży (zwyczaj wywodzi się z XII w. – dziesięcina rybna). O tym ile należy się duchowieństwu, decydowała uchwała maszoperii.
Na polskim wybrzeżu jeszcze po II wojnie światowej utrzymywała się tradycja maszoperii kaszubskich rybaków. Współcześnie nazwy maszoperia używają czasem także mniej lub bardziej formalne kluby żeglarskie. Członkowie takiej żeglarskiej maszoperii składają się na wyposażenie i przygotowanie do żeglugi jachtu, na którym następnie pływają.
W Holandii i Belgii po dziś dzień niektóre firmy – nawet spoza branży rybackiej i całkowicie niezwiązane z morzem – używają nazwy maatschappij do określenia formy działalności gospodarczej, którą prowadzą, np. KLM (Koninklijke Luchtvaart Maatschappij – Królewskie Holenderskie Linie Lotnicze), Vlaamse Televisie Maatschappij (Telewizja Flamandzka) i wiele innych.